# 54 Alexandra
För andra betydelser, se Alexandra (olika betydelser).
54 Alexandra eller 1950 BT är en asteroid upptäckt 10 september 1858 av den tyske astronomen H. Goldschmidt i Paris. Asteroiden har fått sitt namn efter den tyske upptäcktsresanden Alexander von Humboldt. Den svenske astronomen Herman Schultz gjorde viktiga beräkningar över dess rörelse.
Den 17 maj 2005 var det möjligt att observera en ockultation av en stjärna i USA och Mexiko. Observationer gjordes på flera platser och man bestämde asteroidens profil till: 160 × 135 km (± 1 km).

## SE även
- 4877 Humboldt